# نورشک (نهبندان)
نورشک یک روستا در ایران است که در شهرستان نهبندان واقع شده‌است. نورشک ۱۹ نفر جمعیت دارد.